# فریدون فون سنگر اونت اترلین
فریدون فون سنگر اونت اترلین (به آلمانی: Fridolin von Senger und Etterlin) (۴ سپتامبر ۱۸۹۱ – ۹ ژانویهٔ ۱۹۶۳) نظامی بلندپایه آلمانی در دوره رایش سوم بود که در جریان جنگ جهانی دوم یگان‌های مختلف زرهی را در نیروی زمینی فرماندهی کرد.

## زندگی
فریدون فون سنگر اونت اترلین روز ۴ سپتامبر سال ۱۸۹۱ زاده شد. اجداد او از بامبرگ به ناحیه بین جنگل سیاه و دریاچه کنستانس مهاجرت کرده بودند و خدمت‌گزاران حاکمان محلی بودند. مادرش از خاندانی ثروتمند بود و اعتقادات عمیق مذهبی کاتولیک داشت. این عقاید را به شکل سفت‌وسختی به پسرش نیز آموخت.
پس از یک سال خدمت اجباری سربازی در هنگ توپخانه بادن، با بورسیه رودز از سال ۱۹۱۲ در دانشگاه آکسفورد مشغول به تحصیل در رشته تاریخ شد. زبان‌های انگلیسی و فرانسوی را به روانی فراگرفت.
برادر کوچک‌ترش را در نبرد کامبره در سال ۱۹۱۷ از دست داد. به گور جمعی ناحیه بی‌طرف بین خطوط سنگرهای طرفین در کامبره رفت تا جسد او را بیابد. در این حال ضدحمله آلمانی‌ها آغاز شد و ناحیه زیر گلوله‌باران دشمن قرار گرفت. مجبور به پناه گرفتن میان اجساد شد. به هر حال پس از چند ساعت کاوش موفق به یافتن جسد برادرش شد و آن را با خودروی خود منتقل کرد.
روز ۲ دسامبر سال ۱۹۱۹ با هیلدا مارگارته فون کراخت دختر یک ژنرال پروسی با تبار بلند براندنبورگی ازدواج کرد.
پس از جنگ، به عنوان داوطلب در سرکوب شورش بلشویک‌ها در زاکسن مشارکت داشت. در رایشسور ماند و به رسته سواره‌نظام منتقل شد. بیشتر دوران جمهوری وایمار را به عنوان افسر جزء در هنگ ۱۸ سواره‌نظام در اشتوتگارت خدمت کرد. در مسابقات ورزشی پرش با اسب شرکت می‌کرد. به عنوان آجودان هنگ ۳ سواره‌نظام به هانوفر رفت. دهه ۱۹۲۰ در آزمون ورودی دانشکده ستاد قبول شد اما به جهت سن بالا دوره آن را نگذراند.
رئیس ستاد بازرسی سواره‌نظام در در فرماندهی عالی نیروی زمینی بود که هیتلر به قدرت رسید. بر اساس تجربیات جنگ جهانی اول، در موضوع مکانیزه‌سازی معتقد بود موفق نهایی در نبردگاه وابسته به پیاده‌نظام است. به عقیده او پیاده‌نظام مکانیزه نیروی اصلی و زره‌پوش‌های نیروی پشتیبان هستند. در نتیجه پشتیبان ایجاد لشکرهای «سبک» سواره‌نظام هر یک با پنج گردان موتوریزه قدرتمند، بود. این گردان‌های موتوریزه نقش پیشین سواره‌نظام را ایفا می‌کردند. سال ۱۹۳۸ به فرماندهی هنگ ۳ سواره‌نظام در گوتینگن منصوب شد. نخست این یگان در بسیج نیروهای مسلح آلمان، تشکیل هفت گردان شناسایی برای سپاه ۶۰ بود. در این حین زبان ایتالیایی را نیز فراگرفت و می‌توانست کار مترجمی را نیز بکند. از این راه درآمد ارزی به دست می‌آورد.
با عقاید مذهبی راسخ، رابطه خوبی با عوامل ناسیونال سوسیالیست نداشت. بدین شکل افسری را که تعلقی به این تفکر سیاسی نداشت، به عنوان «افسر سیاسی ناسیونال سوسیالیسم» انتخاب کرد.
با آغاز جنگ جهانی دوم در سال ۱۹۳۹، در کارزار لهستان حضور نداشت. البته بسیار این مسئله ناراحت بود؛ چرا که نگران بود این به معنای پایان دوره خدمت او باشد. به هر صورت وقتی از اقدامات اس‌اس در لهستان مطلع شد از آن بابت هم متأثر شد. در نامه‌ای به یکی از دوستانش نوشت که وقتی این‌ها را می‌شنود اما ساکت است از آلمانی بودن خود «شرمنده» است.
در جریان کارزار فرانسه در غرب وارد میدان شد و در ابتدا یک تیپ سواره‌نظام را در شمال هلند هدایت کرد. سپس در مقام فرماندهی یک تیپ-گروه موتوریزه از ناحیه سم تا ساحل اقیانوس اطلس رفت. پس از پایان این کارزار، می‌اندیشید شکست فرانسه آلمانی‌های بی‌طرف را بیشتر به سمت رژیم حاکم سوق می‌دهد. در جایگاهی نیمه‌دیپلماتیک، در نشست آتش‌بس بین ایتالیا و فرانسه در تورین حاضر بود. در ادامه برای حدود دو سال یکی رابطان آلمان و ایتالیا بود.
احتمالاً متأثر از اطلاعات نادرستی که نشر می‌شد و بدون کوچک‌ترین اطلاعی از قصد آلمان برای حمله به شوروی، روز ۲ ژوئن سال ۱۹۴۱ در نامه‌ای نوشت که هیچ چشم‌اندازی برای هیچ نبرد جدی در هیچ‌یک از جبهه‌ها نمی‌بیند. واکنش او نسبت به حمله به شوروی، در خاطراتش ثبت نشده است. به هر حال احتمالاً همسو با تفکری بوده که شوروی را خطری برای آلمان می‌دیده است. این بار هم از این که از کارزار در جبهه شرقی دور است به شدت مغموم بود.
ماه اکتبر سال ۱۹۴۱ به بازرسی سواره‌نظام بازگشت. پس از ناکامی عملیات بارباروسا و شکست آلمان در نبرد مسکو در زمستان سال ۱۹۴۲–۱۹۴۱، این بار به درستی پیش‌بینی کرد کارزار سال بعد در جنوب به جهت اهمیت راهبردی آن، متمرکز خواهد شد. در این هنگام باور او به این که پیروزی از طریق نظامی برای آلمان غیر محتمل است بارزتر شد.
پاییز سال ۱۹۴۲ فرماندهی لشکر هفدهم زرهی را در جبهه شرقی برعهده گرفت. از این هنگام بود که جنگ برای او به معنای واقعی آغاز شد. لشکر او سرنیزه زرهی اقدام ارتش چهارم زرهی برای شکستن حصر ارتش ششم در استالینگراد بود. در پی ناکامی این اقدام، ماه ژانویه سال ۱۹۴۳ در استپ‌های کالموک دست به عملیات‌های تاخیرآفرین زد که موجب فراهم آمدن امکان عقب‌نشینی ارتش یکم زرهی از قفقاز شد. سپس در ماه فوریه سال ۱۹۴۳ بخشی مهمی از ضدحمله فیلدمارشال اریش فون مانشتاین در نواحی بین رودهای دنیپر و دونتس بود که به شرایط در قسمت جنوبی جبهه شرقی ثبات بخشید.